# Ring Knutstorp
Der Ring Knutstorp ist eine permanente Motorsport-Rennstrecke rund zwei Kilometer südöstlich von Kågeröd in der südschwedischen Provinz Skåne län (Schonen/Skåne).

## Geschichte

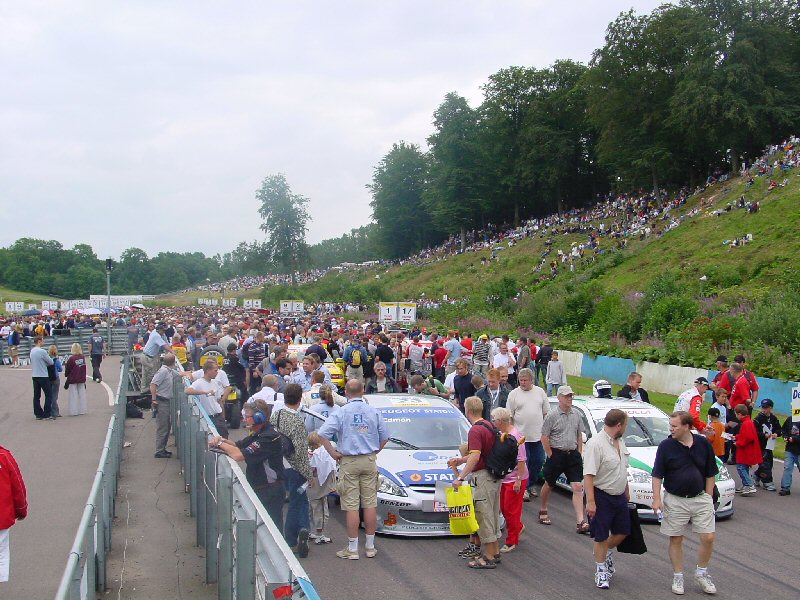
Startaufstellung der STCC und DTC 2007

Der Rundkurs wurde 1962 erbaut und im folgenden Jahr asphaltiert und bestand aus den heutigen Kurven 8–13. Im Jahr 1970 wurde er von ursprünglich 1,1 km Länge auf 2,1 km erweitert und von der FIA als Kategorie-2-Strecke zugelassen. Die heutige Strecke mit einer Länge von 2079 Metern, mit 14 Kurven und Naturtribünen existiert in ihrer aktuellen Form seit 1980.

## Veranstaltungen
Sie war Austragungsort der Europäischen Formel-3-Meisterschaft und der Nachfolgeserie Europäischer Formel-3-Cup. Bis 2010 wurden auf dem Ring die Schwedischen Tourenwagen-Meisterschaften (STCC) und Läufe zum Danish Touringcar Championship ausgetragen. Seit 2011 firmieren beide Serien als Scandinavian Touring Car Championship.

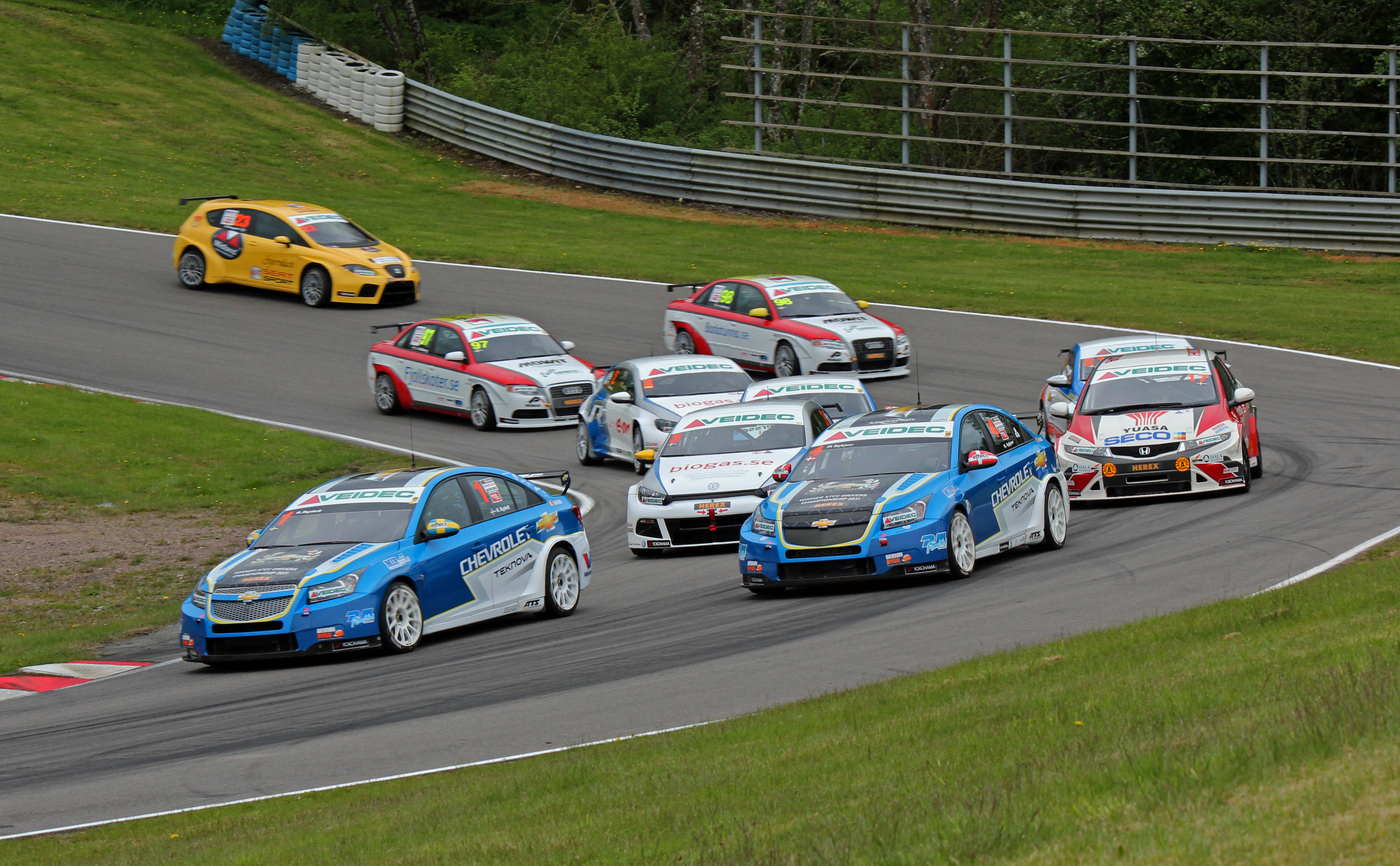
Einführungsrunde STCC 2012

Neben Rundstreckenrennen finden auch Rallycross-Veranstaltungen regelmäßig auf der Strecke statt. Durch zusätzliche Test- und Trackday-Veranstaltungen sowie Fahrerschulungen und Herstellerpräsentationen ist Knutstorp fast ganzjährig ausgebucht.

## Streckenbeschreibung
Östlich der Rennstrecke befindet sich eine vom Unternehmen AB Motorbanan Ring Knutstorp betriebene Fahrsicherheits- und Verkehrsübungsanlage.
Seit 2012 befindet sich an der Strecke ein Schul- und Werkstattgebäude, wo Fahrwerkstechniker und Renningenieure ausgebildet werden.